# Fort Edward

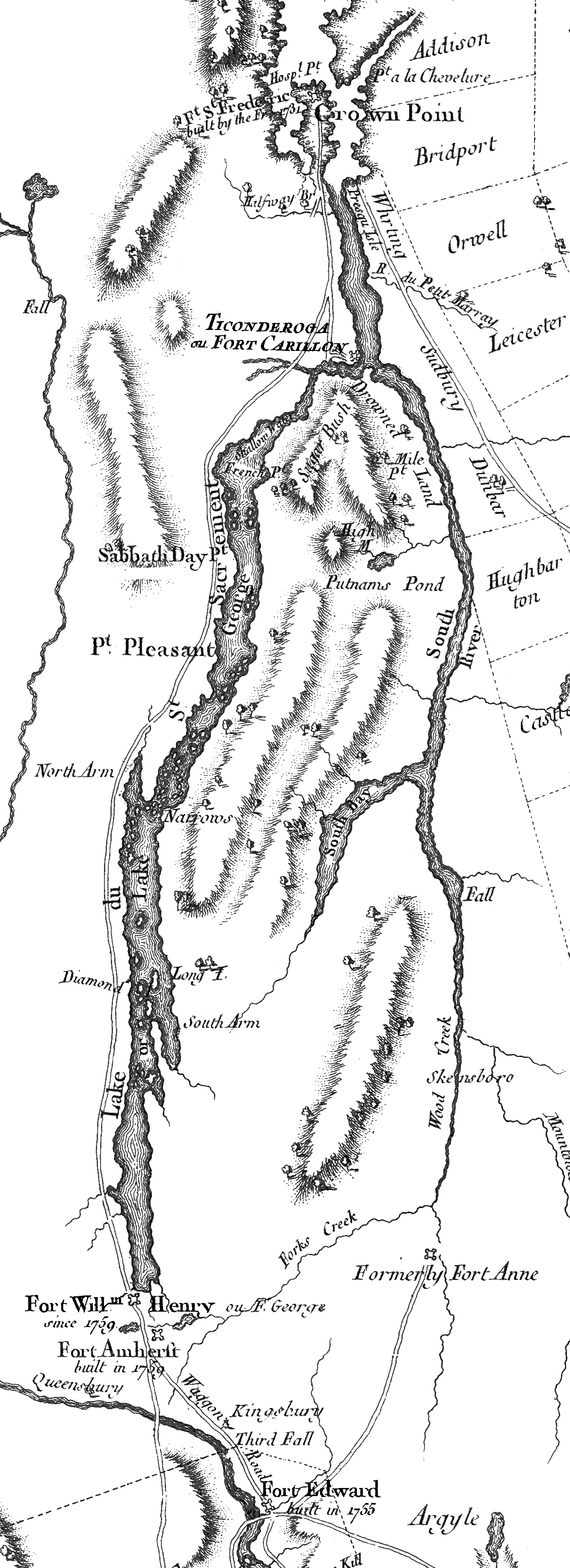
Fort Edward återfinns i den sydligaste delen av denna karta, som visar Lake George-området och södra delen av Lake Champlain-området.

Fort Edward var ett fort vilket under olika namn under perioden 1709-1775 var beläget där samhället Fort Edward, New York idag ligger.

## Fort Nicholson
Det första fortet, Fort Nicholson, anlades där Hudsonflodens segelbarhet upphör på grund av vattenfall och forsar och där vidare transporter norrut mot Lake George måste ske till fots. Platsen kallades därför Wahcoloosencoochaleva eller "den stora mårkan". Fort Nicholson anlades 1709 under Drottning Annas krig för att utgöra en stödjepunkt och basen för ett vägbygge till Fort Anne, slutpunkten för "den stora mårkan" 18 km från Fort Nicholson. Fortet bestod av timrade förrådsbyggnader och stugor omgivna av en palissad. Den del av Quebecexpeditionen 1711 som ryckte fram över Lake George och Lake Champlain omlastade från båt till landtransport vid fortet.     När rapport om Quebecexpeditionens katastrofala slut nådde Lake George drog sig truppstyrkan tillbaka och brände fortet efter sig.

## Fort Lydius
John Henry Lydius anlade 1731 en pälshandelsstation vid det övergivna Fort Nicholson. Det fick under namnet Lydius House eller Fort Lydius.  Själva handelsstationen var befäst och omgiven av förrådsbyggnader. Där  bedrev Lydius handel med indianerna, började köpa upp mark från dem och anlade en sågkvarn. Under Kung Georgs krig anfölls fortet av franska jägarsoldater och indianska krigare, som brände ned det. Den fransk-indianska styrkan genomförde därefter räden mot Saratoga.

## Fort Edward
Under fransk-indianska kriget anlades 1755 en skans vid Fort Lydius. Denna planlades av William Eyre och arbetet påbörjades i augusti. Anläggningen gick först under namnet Fort Lyman, men William Johnson döpte efter slaget vid Lake George om den till Fort Edward, efter George III:s yngre bror, Prins Edward Augustus. Skansen hade ordentliga jordvallar, 5 meter höga och 7 meter tjocka. Den var omgiven av en vallgrav. Inne i skansen fanns kaserner som kunde hysa 500 soldater, kasematter, högvakt, sjukstuga, krutmagasin och smedja. Beväpningen utgjordes av 8 kanoner och 20 mörsare. Fortet var omgivet av åtta blockhus. Skansen demolerades strax före det amerikanska frihetskrigets utbrott.